# Talmácsok
A talmácsok besenyő néptöredék volt, akiket a kora Árpád-kor uralkodói telepítettek le Magyarország határai mentén a gyepűelve védelmére.

## Eredetük
Valószínűleg a besenyő nép talmács törzsének töredékeivel azonosíthatók és elképzelhető, hogy Tonuzoba vezérrel együtt jöttek Magyarországra 955 után. (Taksony fejedelem Tonuzoba lányát vette feleségül.) A 950-es években – ahogy később a Magyarországon is felbukkanó kölpények is – a Bizánci Birodalom seregében is részt vettek töredékeik (tulmátzoi néven említik őket).

## Szálláshelyeik
Jelenlétük tanui az egykori gyepűelve helynevei, mint Dél-Stájerországban, a Mura leibnitzi kanyarjában Tillmitsch, Morvaországban az Uherské Hradiště feletti Morva-szorosban Tlumačov, vagy Erdélyben, az Olt-áttörésben – ahol a valamikori besenyő lakosság egyéb helyneveket is hagyott maga után – Nagytalmács. Ezen kívül a törzs nevére utal a Nógrád vármegyei Tolmács község neve is.
A Taksony kori etnikai határvédelem vonala a talmácsok és a kölpények, egy skandináv-varég katonaelem telepeinek láncolatából állapítható meg.